# Эштон-Чирилло, Сара
Сара Эштон-Чирилло (англ. Sarah Ashton-Cirillo; род. 9 июля 1977, Северная Флорида, Флорида) — американская журналистка, освещающая вторжение России в Украину. В августе-сентябре 2023 года была официальной англоязычной представительницей Сил территориальной обороны ВСУ.

## Биография
Родился в 1977 году, при рождении был присвоен мужской пол и имя Майкл Джон Эштон-Чирилло (англ. Michael John Ashton-Cirillo), жил в Лас-Вегасе, США. Занимался журналистикой, коммуникациями и писательской деятельностью. В 2015 году выпустил книгу «По дорожкам слез» (англ. Along the Tracks of Tears) о сирийских беженцах в Турции.
Около 2019 года совершил трансгендерный переход и стал использовать женское имя Сара.

### Вторжение России в Украину
После начала вторжения России в Украину отправилась в Польшу, где в качестве журналистки изучала жизнь украинских беженцев.
В марте 2022 года переехала в Украину, где делала репортажи с передовой. Издание USA Today называет её первой трансгендерной женщиной, работающей в качестве военного корреспондента.
Вступила в Силы территориальной обороны ВСУ в качестве боевого медика батальона имени Номана Челебиджихана, где дослужилась до звания младшего сержанта.
Параллельно занимается журналистской деятельностью. Передавала репортажи о российских обстрелах Харькова. В феврале 2023 года была ранена в руку и лицо в Луганской области.
Ведёт англоязычные шоу «Ukraine in the Know» и «Russia Hates the Truth». В августе 2023 года была назначена официальной англоязычной представительницей Сил территориальной обороны ВСУ, однако уже в сентябре была отстранена от должности после угроз в адрес российских журналистов.
Подвергается нападкам российских СМИ в связи с её трансгендерностью.
В феврале 2024 года включена в список террористов и экстремистов Росфинмониторинга.